# Comunità Montana Monti Ausoni

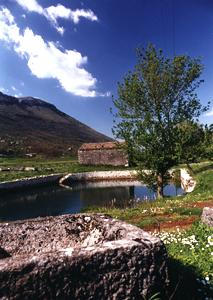
In den Monti Ausoni

Die Comunità Montana Monti Ausoni  ist eine Vereinigung von insgesamt 5 Gemeinden in der italienischen Provinz Frosinone. Sie wurde von den in der Regel recht kleinen Gemeinden, die zumindest teilweise in Bergregionen liegen, gebildet, um die wirtschaftliche Entwicklung der Region zu stärken. Weitere Aufgaben sind die Stärkung des Tourismus, des Naturschutzes und die Erhaltung der ländlichen Kultur und der historischen Stätten. Die Vereinigung entstand bei der Teilung der ehemaligen Comunità Montana di Lenola in die
- XVI Comunità Montana dei Monti Ausoni
- XXI Comunità Montana Monti Lepini, Ausoni e Valliva und die
- XXII Comunità Montana dei Monti Ausoni ed Aurunci.

Das Gebiet der Comunità Montana umfasst einen Teil der Monti Ausoni und der Monti Aurunci bis in das Tal des Liri. Touristische Anziehungspunkte sind die Höhlen von Pastena, die Ausgrabungsstätten der antiken Städte Fregellae und Fabrateria Nova, sowie die historischen Ortskerne.
Die Comunità umfasst folgende Gemeinden:
- Falvaterra,
- Pastena,
- Pico,
- Pontecorvo,
- San Giovanni Incarico